# نيك ولز
نيك ولز (بالإنجليزية: Nick Wells)‏ (11 فبراير 1951 - ) هو ملاكم أمريكي.

## وصلات خارجية
- نيك ولز على موقع بوكس ريك (الإنجليزية) (registration required)